# Le sang noir (Oper)
Le sang noir (dt.: Das schwarze Blut) ist eine Oper in drei Akten von François Fayt. Der Text von Marcel Maréchal basiert auf der Dramatisierung des 1935 erschienenen gleichnamigen Romans des Autors Louis Guilloux. Die Uraufführung erfolgte am 29. November 2014 am Theater Erfurt in einer deutschen Textfassung von Klaus Gronau.
Die Oper spielt in einer bretonischen Hafenstadt im Jahr 1917 und schildert den letzten Tag im Leben des Philosophielehrers François Merlin, der wegen seiner Vorliebe für Kants Kritik der reinen Vernunft (frz.: Critique de la raison pure) spöttisch „Cripure“ genannt wird. Dessen Schicksal dient dazu, die verheerenden Auswirkungen des Ersten Weltkrieges auf die Menschen fernab der Front zu veranschaulichen und damit chauvinistisches und reaktionäres Denken anzuprangern.

## Inhalt

### Erster Akt
Eine Hafenstadt in der Bretagne im Jahr 1917.
Der Philosophielehrer François Merlin, von den meisten spöttisch Cripure genannt, sinniert über sein Leben. Neben dem Schulalltag arbeitet er an seinem literarischen Lebenswerk Versuch über die menschliche Schande oder Der Fortschritt der Krankheit. Cripure leidet noch immer darunter, dass ihn vor 20 Jahren seine Frau Toinette verlassen hat. Inzwischen lebt er – obwohl vermögend – mit Maia, einer ehemaligen Prostituierten, in einfachen Verhältnissen zusammen. Sein unehelicher Sohn Amédée hat seinen Fronturlaub beim Vater verbracht und ist im Begriff, wieder in den Kampf zu ziehen. Ein anderer junger Mann, Lucien Bourcier, hatte sich am Vortag von Cripure verabschiedet, da er beschlossen hat, alles hinter sich zu lassen. Er wird am kommenden Tag mit der „Albatros“ nach Russland in See stechen, um sich dort der Revolution anzuschließen.
Auch Cripure träumt davon, auszubrechen, doch er wagt es nicht und sieht sich stattdessen gezwungen, sich für eine Ordensverleihung in der Schule herauszuputzen. Da erhält er Besuch von einem ehemaligen Schüler, der auch zurück an die Front muss. Er überbringt einen Brief von Cripures Freund und Kollegen Moka, der ihn warnt, dass Schüler sein Fahrrad manipuliert haben. Cripure ist entsetzt darüber und vermutet seinen gehässigen Kollegen und Nachbarn Nabucet hinter dem geplanten Anschlag. Auf der Straße erklärt Nabucet einem Kriegsinvaliden und dessen Krankenschwester, dass er Cripure für einen Vaterlandsverräter hält. Voller Wehmut begleitet Cripure seinen Sohn zum Bahnhof. Vor dem Café erscheint der Gelegenheitsdichter und überzeugte Patriot Babinot und versucht zunächst dem Kellner Marcel seine vaterländischen Gedichte aufzudrängen. Als eine Gruppe kriegsmüder Fronturlauber vorbeikommt und er sie mit seinen Gedichten beschenken will, kommt es zum Streit und Babinot wird am Auge verletzt.

### Zweiter Akt
Während die Ordensverleihung im Hintergrund vor sich geht, kommt Babinot und erzählt eine Lügengeschichte über seine Augenverletzung. Dem General gegenüber behauptet er, deutschen Spionen begegnet zu sein und benennt Cripure als Zeugen. Da erscheint der Schulleiter und berichtet Cripure, dass seinem Sohn wegen Meuterei die Hinrichtung droht. Um dies noch zu verhindern, muss er so schnell wie möglich nach Paris. Cripure begleitet ihn zum Bahnhof. Als die beiden zum Bahnhof kommen, wird ihnen wegen einer Rebellion abreisender Soldaten der Weg versperrt. Der Schulleiter versucht verzweifelt zum Bahnsteig zu gelangen. Da taucht im allgemeinen Tumult plötzlich auch Nabucet auf, der die Meuterer beschimpft. Daraufhin verpasst ihm Cripure eine Ohrfeige.

### Dritter Akt
Cripure hat eine Duellforderung Nabucets erhalten. Er hindert Maia daran, deswegen Nabucet aufzusuchen. Da kommt Moka, der für Cripure einen ehrenhaften Vergleich ausgehandelt hat. Erst verweigert Cripure seine Zustimmung, doch schließlich lässt er sich umstimmen. Als er nach einem kurzen Spaziergang nach Hause zurückkehrt, sieht er, dass seine Hunde das einzige Manuskript seines Buches zerfetzt haben. Daraufhin erschießt er sich vor Maias Augen.

## Werkgeschichte
Das französische Libretto der Oper stammt von Marcel Maréchal. Es basiert auf dem 1935 erschienenen Roman Le sang noir von Louis Guilloux bzw. dessen 1962 von Guilloux selbst erstellter Theaterfassung Cripure.:16 Maréchal kürzte zwar den Theatertext, veränderte aber nicht die Handlung oder die Konstellation der Figuren. Bei der Erfurter Uraufführung wurde die Oper in einer deutschen Übersetzung von Klaus Gronau gespielt.:16
Die Uraufführung fand am 29. November 2014 im Großen Haus des Theaters Erfurt statt. Es sangen Máté Sólyom-Nagy (Cripure / Le Monsieur / Der Spiegel), Katja Bildt (Maia), Marwan Shamiyeh (Étienne / Moka), Daniela Gerstenmeyer (Die Krankenschwester), Jörg Rathmann (Nabucet), Reinhard Becker (Ein Soldat / Der General), Salomón Zulic del Canto (Amédée), Juri Batukov (Babinot), Nils Stäfe (Glâtre), Gregor Loebel (Der Bischof / Der Schulleiter), Mark Pohl (Der Kriegsversehrte), Klaus Heydenbluth (Marcel / Sergeant), Fernando Blumenthal (Der Bürgermeister / Ein Bauer) und Markus Weckesser (Papagei). Jean-Paul Penin leitete das Philharmonische Orchester Erfurt. Regie führte Marc Adam. Die Ausstattung stammte von Hank Irwin Kittel, das Licht von Torsten Bante, das Sounddesign von André Dion und die Dramaturgie von Arne Langer.:16f

## Gestaltung
Jean-Paul Penin, der Dirigent der Uraufführung, wies im Programmheft auf die „erstaunliche Mischung […] von Belcanto-Linien und Kompositionsweisen, die dem Repertoire des musikalischen Theaters nahestehen“ hin und verglich Le sang noir darin mit Offenbachs Hoffmanns Erzählungen. Typisch für den Komponisten François Fayt seien außerdem „raffinierte, solistisch behandelte Instrumentalfarben“, ein extremer Tonumfang der Gesangslinien mit großen Sprüngen und eine nicht auf harmonischen Zentren basierende Harmonik. In Le sang noir gelinge es ihm, „mit wenigen Noten, einer sehr einfachen Harmonik, mit einer großen Ökonomie in der Orchestration vom Düstersten zum Fröhlichsten zu gelangen“. Die Emotionen werden durch „Einfachheit, Transparenz, Durchhörbarkeit, harmonisches und kontrapunktisches Raffinement“ ausgedrückt.
Da das Libretto direkt auf Guilloux’ Theaterfassung beruht, gibt es keine zusätzlichen Rückgriffe auf den Romantext durch Chöre oder Ensemblesätze. Der Werkcharakter ist der eines Kammerspiels. Auch der hinter der Szene ausgeführte Gesang der russischen Internierten kommt bereits im Schauspiel vor. Ort und Zeitraum der Handlung sind eng begrenzt, wie dies die traditionelle französische Theaterästhetik vorsieht. Jedoch gibt es im Gegensatz zu den meisten französischen Opern weder einen Chor noch ein Ballett.